# El rapte de Rebeca
L'abducció de Rebeca (en francès, Rébecca enlevée par le Templier) és una pintura del romàntic francès Eugène Delacroix que es troba al museu del Louvre, a París.

## Tema
El tema del quadre està pres de la novel·la Ivanhoe, de Walter Scott, i està ambientat a l'edat mitjana No és el primer cop que Delacroix s'inspira de la literatura; també ho va fer, per exemple, amb La barca de Dante, El presoner de Chillon (Lord Byron) o La mort de Sardanàpal (també inspirat en lord Byron). Tampoc és el primer cop que s'inspira concretament en Walter Scott, ja al seu autoretrat de 1821, dit Autoretrat com a Ravenswood, es pinta com el personatge d'aquest nom que apareix a la seva novel·la La núvia de Lammermmoor, publicada dos anys abans. Al seu torn, la pintura de Delacroix La llibertat guiant el poble va inspirar Victor Hugo per a una obra literària, Els miserables.
El tema, a més de literari, és de caràcter dramàtic, ja que a Delacroix li agraden les històries tràgiques, on pot fer servir tota la seva expressivitat.

## Descripció
El quadre mostra, en primer pla, com un home a cavall ajudat per un altre a peu prenen una dona que sembla que ha perdut el sentit. A la dreta, més enrere, uns soldats els segueixen. Alguns objectes a terra, així com l'actitud dels homes, fa pensar en una batalla. Al fons, una gran fortalesa està en flames. Les figures estan en tensió i moviment. Els colors són vius, destaquen el vermell i el blau a les robes dels personatges.

## Composició
L'estructura del quadre té forma de «S» per expressar l'agitació en forma de remolí d'aquest rapte brutal.

## Estil
Els colors emprats són bàsicament els típics de Delacroix: pastels, negre, blanc i taques de colors primaris. D'aquests darrers en aquest quadre fa primar els de la gamma dels càlids: vermell, groc i, fins i tot, taronja. El blanc i els colors vius es dispersen en diversos objectes en el que representa que és una nit fosca. Aquest contrast vol expressar la intensitat dramàtica del moment i la por de la noia.